# Бандура
Банду́ра — український народний струнно-щипковий музичний інструмент. Класичний (діатонічний) і сучасний (діатонічний або хроматичний) інструмент з родини арф, гусел та псалтиріонів. Музикант, граючи на старосвітський чи сучасній бандурі, не притискає струн на грифі, а, подібно до арфи, щипком пальців (лівої руки тощо) у потрібний момент видобуває звук певної струни, зате в I і XIX ст. всі бандури використовували техніку притискання струн до грифа. Бандури XVIII ст. були більш схожі на німецькі пів-лютні, ніж на сучасні інструменти.
В ширшому розумінні до бандур зараховують кобзу — старовинний український національний струнно-щипковий музичний інструмент з родини лютневих. Музикант, граючи на кобзі, притискає струни на грифі, тримаючи її подібно до лютні, і щипком пальців у потрібний момент видобуває звук певної струни.

## Історія

### Походження інструмента
Існує кілька гіпотез щодо походження української бандури. Імовірно, вона еволюційно пов'язана з кобзою, а не з гуслями. Давньоруські гуслі мали невелику кількість струн (4–5), на яких грали брязканням. Такий спосіб гри, притаманний балалайці, не зафіксований в Україні. До речі, не знайдено жодного зразка самих давньоруських гусель. Після об'єднання з Литовським князівством (1321 р.) русинські землі орієнтувалися у своєму розвитку на західну культуру. Імперська культурологічна асиміляція почалася з кінця XVIII ст., коли багатострунний український музичний інструмент «бандура» вже сформувався і побутував (1740 р.).
На користь тези про походження бандури від кобзи говорять такі факти:
- у XIX ст. бандури були симетричні, що притаманне лютнеподібним інструментам;
- основні струни, розміщені на корпусі бандури, називаються «приструнки», тобто як частина струн при основних струнах на грифі;
- функціональні назви струн на грифі кобзи подекуди збігаються з назвами таких струн бандури;
- спільність традиційного репертуару та форм діяльності кобзарів та бандуристів;
- конструктивні незручності для виконання на приструнках бандури «думового ладу» у порівнянні з абсолютною зручністю його гри на грифі кобзи. Поява бандури як інструмента гомофонно-гармонійної музичної формації не могло відбутися раніше появи та формування самої системи у європейській музиці…

### Походження терміна «бандура»

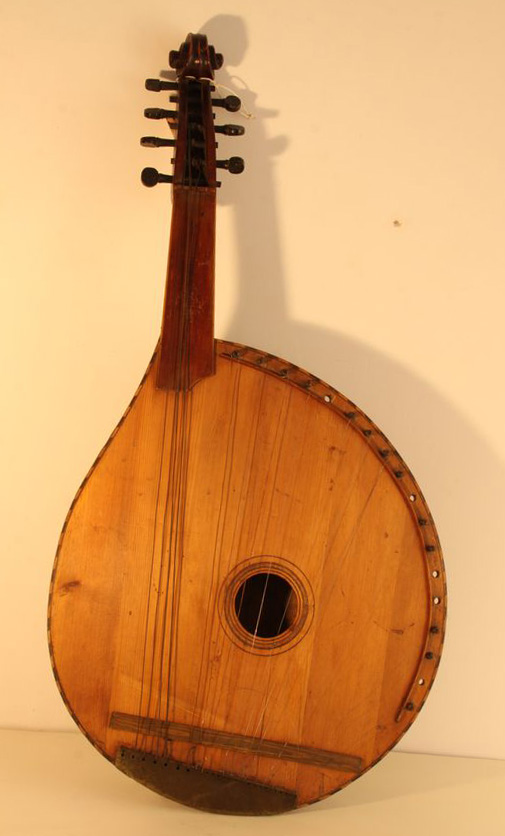
Старосвітська бандура роботи невідомого майстра. XIX ст. Сумська обл. НМНАПУ, MI-204. Фото Богдана Пошивайла

Походження самого терміна «бандура» не має єдиного тлумачення. Загалом вважається, що слово потрапило до української мови через польську, ймовірно, з латинської або грецької мов — з термінів пандора (пандура). Деякі дослідники вважають, що запозичення відбулося безпосередньо з грецької мови.
Використання терміна «бандора» пов’язане з тепер уже спростованою теорією російського музикознавця О. Фамінцина. Він припускав, що слово було запозичене безпосередньо з англійської мови. Цей варіант терміна з’являвся в українсько-англійських та російсько-англійських словниках початку XX століття.

У деяких випадках східноєвропейські струнні інструменти, зокрема колісна ліра, також позначаються терміном «бандура». Іноді п’ятиструнну гітару називають «бандуркою».

### Використання
Кобза-бандура споріднена з центральноєвропейською пандурою чи мандорою. Всі ці інструменти через середньовічну лютню походять від тюркського копуза та близькосхідного уда. Зображення кобзи-бандури відомі з XII ст.
Ще в XV ст. українських придворних бандуристів запрошували до королівського двору Польщі, а у XVIII–XIX ст. — до російського імператорського двору. Найвидатніші давні бандуристи  — Т. Білоградський (відомий лютнист, XVIII ст.), А. Шут (XIX ст.), О. Вересай (XIX ст.) та ін.
На початку XIX ст. старосвітська бандура витіснила ладкову бандуру. В різний час бандура мала від 7–9 до 20–30, а то й більше струн, виготовлених із жил; пізніше їх обвивали мідним дротом. Великого поширення бандура набула серед українського козацтва. На бандурах грали мандрівні сліпці-бандуристи, які виконували пісні специфічних жанрів — історичні, думи, псальми, канти тощо.
Діатонічна багатострунна бандура — це музичний інструмент з арфоподібним способом гри (без перетискання струн на грифі). Зразок 1840 (помилково датований 1740) року знаходиться у Санкт-Петербурзькій консерваторії під назвою «бандура Недбайла».
Походження назви бандури — з латинської (Пандура) через старопольську (Barduny, i.e. Лютня).
В XVII сторіччі ладкова бандура була популярна в Україні, а з початку XVIII ст. мода на неї прийшла також у аристократичні кола Росії. Саме з метою відмежуватися від простолюдної назви «кобза» в панському середовищі і почали називати її шляхетною та модною західною назвою «бандора» на *латинській манір*. Така назва інструментів зафіксована в багатьох польських джерелах (з 1441 р.), бандура тлумачиться як «козацька лютня» (О. Фамінцин). Про те, що по містах грають на бандурах, «а селяни… на кобзі», пояснюючи в дужках, що то «рід бандури» сповіщав 1788 р. О. І. Рігельман. Більшість свідків (Бергхольц, Штелін, Беллерман т. ін.) сповіщали про бандуру XVIII ст., як «інструмент схожий з лютнею, але меншій за розміром та за кількістю струн», «тільки ручка дещо коротша», «тон абсолютно схожий з тоном лютні». Отже, мова велася саме про «козацьку лютню» — кобзу. Та поруч існували справжні бандури на «20 і більше струн…на останніх (багатострунних бандурах) не усі струни натягуються уздовж грифа, половина — на самому корпусі» (О. Фамінцин).
Отже, на початку XIX ст., поруч з лютнеподібними існували й багатострунні музичні інструменти, які «українізувавшись», почали зватися бандурами, а виконавці на них — бандуристами.
Порівнюючи бандури з вересаєвою бандурою можна констатувати, що на бандурах основними струнами для гри були коротенькі приструнки, розміщені праворуч від грифу над декою інструменту, а баси на грифі відігравали другорядну роль. На бандурі О. Вересая основні функції у виконанні мелодії та басів закладені в способі гри на грифі (як на гітарі), а шість приструнків виконували додаткову функцію — збільшення діапазону при грі в одній позиції (народний спосіб гри, при якому рука не рухається вгору по грифу, а знаходиться в одному місці).
Будь-яка відкрита струна (особливо жильна) звучить краще притиснутої без ладків до грифу. Оволодіти грою на інструменті з стабільною висотою звуку набагато легше. Тому перші приструнки і підштовхнули музикантів до створення нового багатострунного музичного інструменту, який у XIX ст. витіснив лютнеподібну кобзу, перейнявши від неї певні виконавські традиції, а у деяких сільських регіонах й назву самого інструменту.

### Сучасні бандури

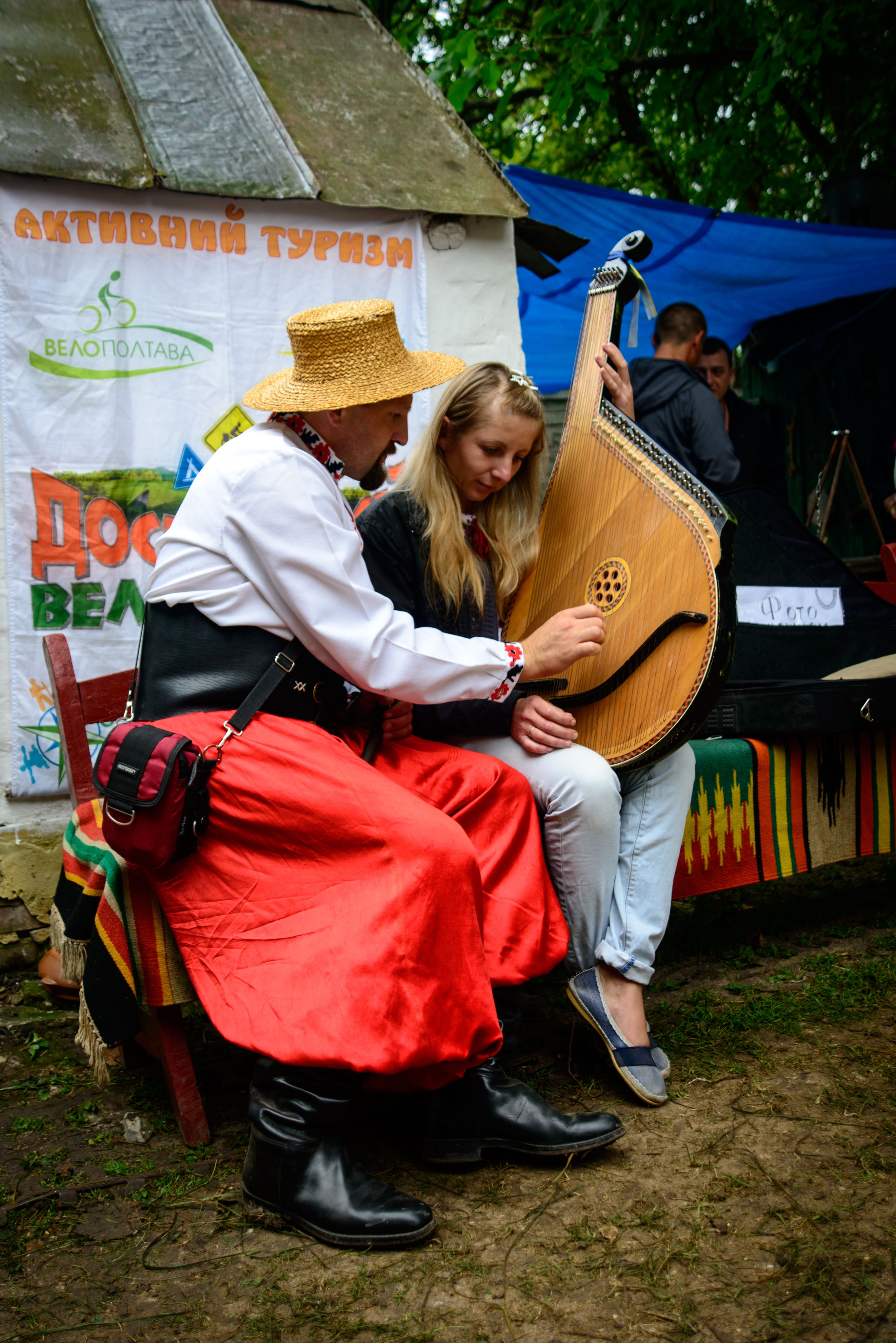
Навчання грі на академічній бандурі «київського» типу. Опішня, Полтавщина

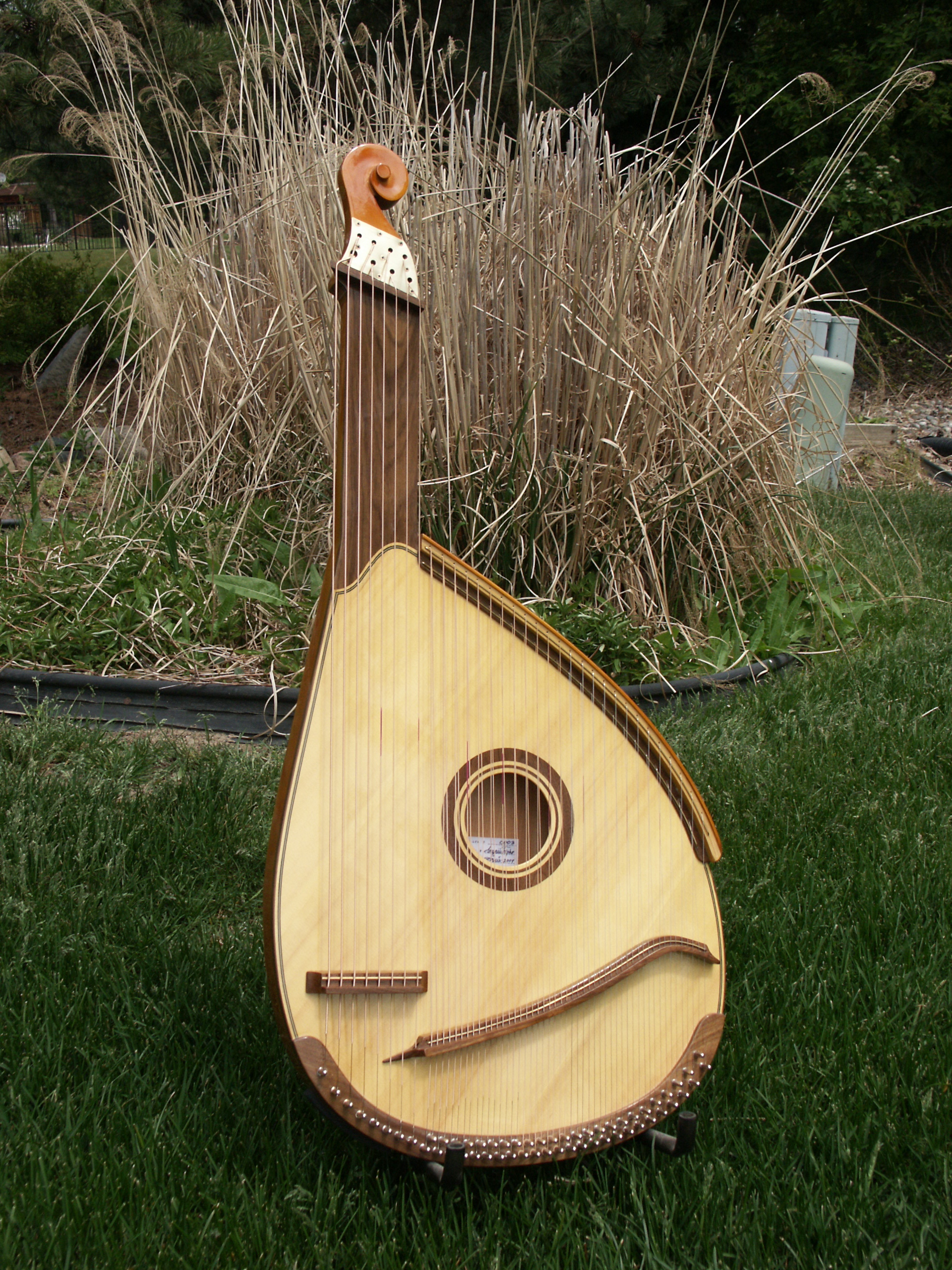
Бандура «харківського» типу Андрія Бірка, 2008

Хроматично настроєну бандуру створив Олександр Корнієвський. Він взяв за основу діатонічну бандуру Терентія Пархоменка і добавив поміж струнами півтонові приструнки. Значно збільшив кількість струн, придумав і поставив на струнах демфер-перемикачі.
У радянські часи бандура трансформована у важкий, немобільний багатострунний інструмент. Однак збереглася в первісному вигляді завдяки зусиллям архітектора і музиканта Георгія Ткаченка і сьогодні відновлена молоддю з Київського кобзарського цеху під керівництвом художника і музиканта Миколи Будника.

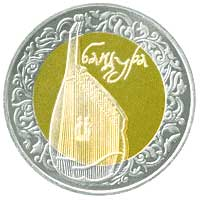
Монета НБУ, присвячена бандурі

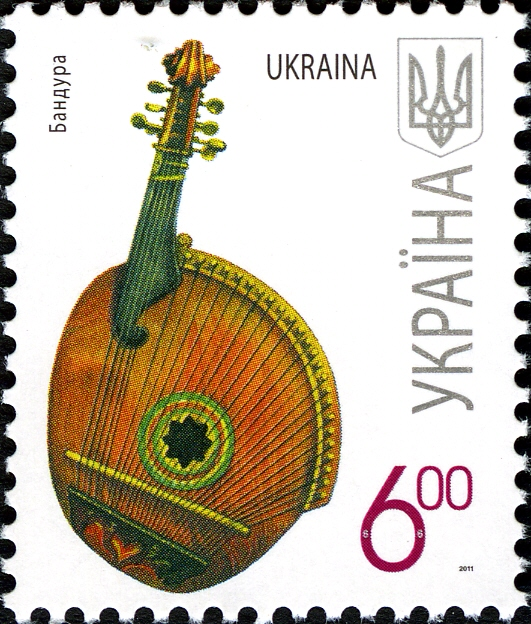
Поштова марка "Бандура, 6,00 грн.", Пошта України, 2011 рік

Сьогодні концертні бандуристи в Україні використовують інструменти київського типу переважно виробництва Чернігівської або Львівської музичної фабрики. Ці інструменти зроблені за конструкцією І. Скляра та В. Герасименка. Стандартна бандура-прима має 55–58 струн і настроєна в тональності соль мажор. Концертні інструменти відрізняються від бандури-прими тим, що мають механіку для перестроювання приструнків. Концертні інструменти мають 61–65 струн. Обидві фабрики виробляли також інструменти дитячих розмірів. Львівська фабрика випускає ще бандуру підліткову, яку теж можна замовити з механічним перестроювачем.
В діаспорі популярні бандури харківського типу конструкції братів Гончаренків. Інструменти бувають діатонічні (34–36 струн), напівхроматичні та хроматичні. Вони мають механіку для швидкого перестроювання окремих струн.
У 60-х роках були зроблені експериментальні Київсько-Харківські бандури конструкції І. Скляра які, проте, не вкорінилися в Україні. Інструмент був побудований на основі Київської бандури і для грання харківським способом не був зручний. Складна механіка для перестроювання тональності негативно впливала на акустичні властивості концертних варіантів цього інструменту.
Останнім часом зроблені спроби відродити харківську бандуру в Україні. В. Герасименко зробив декілька варіантів харківської бандури, які мають тональну механіку для перестроювання бандури, але інструменти ще недосконалі й їх ще не почали виробляти серійно.
Інноваційним напрямком бандурного мистецтва є використання інструментів у сучасних естрадних напрямках, що в радянські часи започаткував ВІА «Кобза», а в сучасній Україні активно пропагує гурт «Шпилясті кобзарі», виконуючи поряд з українським репертуаром — хіти європейської рок-музики.
2015 року в рамках проєкту EM-VISIA бандура вперше прозвучала і в жанрі експериментальної електронної музики. Практично була доведена можливість мікроінтервального інтонування на бандурі (за принципом, який застосовується на китайському гуджені), застосовано техніку звукової обробки в реальному часі.
Серед рок і метал музики найбільш яскравим гурт, що активно використовує бандуру, неодмінно є Тінь Сонця. Також бандуру можна почути в деяких композиціях харківського фольк/паган-метал гурту HASPYD.

## Види бандур
Узагальнюючи, можна виділити кілька видів бандур відповідно до часу побутування та особливостей конструкції.

### Старосвітська (народна) бандура
Старосвітська (інакше — народна, традиційна) бандура — діатонічна бандура, що побутувала серед незрячих бандуристів. Спосіб гри — обома руками, бандура голосником розвернута від серця виконавця. Інколи називається зінківський спосіб гри і був характерний для сліпих народних виконавців. Інструмент мав приблизно 20 струн (від 17-23), з яких 4-6 — басові струни та 15-18 — приструнки.

### Панська бандура
Панська бандура — термін який набирає поширення — діатонічна, як і старосвітська, бандура, але, на відміну від останньої, має додаткові басові струни і другу голівку під них, як на торбані.

### «Вдосконалена» (хроматизована) бандура кін. 19— сер. 20 ст.
В середині 20 століття деякі ентузіасти намагаються прилаштувати до діатонічної бандури додаткові хроматичні струни для розширення гармонічних можливостей бандури. На інструменти вставили металеві кілочки — зазвичай лише для часткового хроматизування звукоряду. Про доцільність хроматизації бандури для сучасної музики писав у своєму підручнику Г. Хоткевич. Майстер О. Корнієвський почав на практиці додавати приструнки для діезів та бемолів. На цій хроматихованій бандурі стабілізувався чернігівський спосіб гри — яку почали називати Київським. Ліва рука грає тільки на басах, а права — тільки на приструнках.

### Академічна, або концертна, бандура

#### Академічна бандура «київського» або «чернігівського» типу
Концертна бандура «київського» типу —по-воєнний варіант бандури, на базі хроматизованої бандури з додатком механіки для швидкого перемикання тональностей. Це концертний хроматичний інструмент вагою 8-12 кг, з перемикачами півтонів або без них з кількістю струн до 65. Від 1954 року інструменти конструкції Івана Скляра почали серійно виготовляти Чернігівська фабрика музичних інструментів.
Також такі бандури називають бандурами «чернігівського» типу через те, що багато таких інструментів виробляли на чернігівській фабриці музичних інструментів.
Бандура Прима фабрики «Трембіта» має 15 (13) басових струн та 50 приструнків.
Потяг до вічного «Вдосконалення» у радянський час призвів до майже повного витіснення традиційної бандури з народного побуту, а також до значної підміни понять. Сьогодні термін «бандура» позначає суто академічний концертний інструмент, на якому можна грати в ансамблях і капелах, та можна зіграти — в перекладах — світову класику. Але цей інструмент повністю втратив здатність відтворювати традиційну народну музику українців.
Академічна бандура — це, як ручне фортепіано.
У 2014-2015, спеціальний верстат для виробництва бандур Чернігівського фабрики музичних інструментів, який було облено науково-дослідним інститутом у Києві, врятували від знищення місцева приватні підприємці та їх працівник, колишній інженер-технолог Чернігівської фабрики. З того часу було викуплено і відновлено технічну документацію та запущено нову виробничу лінію — компанія створила Чернігівський центр бандури «Плеяда». У 2018, перші  5 нових бандур «чернігівського» типу було вироблено та передано на тестування у музичні школи. In 2020 році компанія випускала десятками покращені версії бандури у вигляд двох моделей:
- 'Легенда' ('Prima') — класична академічна бандура;
- 'Калина' — полегшена і зменшена у розмірах бандура для дітей.

У 2022 році ці бандури було презентовано у Латвії, а у 2024 році Чернігівський центр бандури почав виробництво моделі 'Перлина' — бандура з механізмом перемикання. У січні 2025 року компанія отримала грант на купівлю верстата з ЧПК, так як основною метою є виробництво бандур за доступною ціною для українських музичних шкіл, в яких академічні бандури для навчання дітей не оновлювалися з 1980-х, і як додатковий проект створено сервіс ремонту бандур.

#### Бандура «харківського» типу
Бандура «харківського» типу — інструмент дає змогу грати по всіх струнах лівою рукою, як у старосвітській бандурі. Бандура харківського типу дає змогу поєднувати різні виконавські школи. Зразки таких бандур виготовлялися десь від середини XX століття. Сьогодні «харківські» бандури виготовляють у Львові та в Тернополі а також за кордоном.

#### Бандура «києво-харківського» типу
Є спроби об'єднати аспекти харківської та київської бандур в єдиний інструмент. Перші спроби були зроблені братами Гончаренко в Німеччині в 1948 р. Спроби в 1960-х роках здійснив Іван Скляр, у 1980-х — В. Герасименко, а нещодавно Василь Вецал у Канаді. Такий тип бандур немає широкого поширення.

#### Електробандура (електрична бандура)
Електробандура — різновид бандури, оснащений одним або кількома звукознімачами, що використовується для посилення гучності звучання бандури, а також для розширення тембральних можливостей акустичного інструменту через використання приладів обробки звуку.

## Відомі кобзарі
- Остап Вересай (1803—1890) — кобзар, виконавець народних дум, історичних, побутових, жартівливих та сатиричних пісень.

## Відомі бандуристи
- Гнат Хоткевич (1878—1938) — бандурист-соліст, композитор, мистецтвознавець, етнограф, педагог, художній керівник Полтавської капели бандуристів.
- Андрій Гайденко (1836* ? — 1896) — чернігівський бандурист. Учень Данила старого. Учитель Терентія Пархоменка.
- Терентій Пархоменко (1872—1910) — чернігівський бандурист.
- Георгій Ткаченко (1898—1993) — український бандурист, став останнім представником так званої «слобожанської» традиції рецитацій під акомпанемент старосвітської діатонічної бандури.
- Євген Адамцевич (1903—1972) — сліпий бандурист, автор «Запорозького маршу».
- Китастий Григорій Трохимович (1907—1984) - український бандурист,композитор, художній керівник Капели Бандуристів ім. Шевченка
- Людмила Посікіра (1952) — українська бандуристка, професор, викладач бандури в Львівській консерваторії, Народна артистка України.
- Китастий Юліян Петрович (1958) - український бандурист, виконавець народних дум, історичних, побутових, жартівливих та сатиричних пісень, художній керівник Школи Бандури Нью-Йорку.
- Оксана Герасименко (1959) — українська бандуристка і композитор, заслужений діяч мистецтв України (2008), член Національної спілки композиторів України, доцент Львівської національної музичної академії ім. Миколи Лисенка.
- Віктор Мішалов (1960) — український бандурист, дослідник кобзарства, композитор, диригент, основоположник Канадської Капели Бандуристів (1991), Заслужений артист України (1999).
- Марко Фаріон (1962)  — український бандурист, учень Григорія Трохимовича Китастого, соліст Української Капелі Бандуристів імені Шевченка, один з основноположників Товариства Українських Бандуристів, Кобзарська Січ літні курси та Школи Бандури Григорія Китастого, Школи Бандури СУМ Детройт, та Школи Бандури Детройту.
- Роман Гриньків (1969) — український бандурист, Заслужений артист України (1996), Народний артист України (2008), засновник і президент фонду «Золотий акорд», художній керівник тріо «Тріо Романа Гриньківа» тепер «Оркестр Романа Гриньківа».
- Компаніченко Тарас Вікторович (1969) — український бандурист, кобзар, лірник. Лідер гурту «Хорея Козацька». Народний артист України. Активіст українського культурного опору у пост-радянські часи. Активний учасник Помаранчевої революції, під час якої багато виступав на головній сцені Майдану. Під час Революції гідності дає десятки концертів на Майдані, виконує пісні військового циклу.[17] Після початку російсько-української війни у березні 2014-го — частий гість зони АТО, де виступає перед вояками української армії та добровольцями. Своєю грою на кобзі чи бандурі вміє заворожувати.[18]
- Олег Созанський (1973) — бандурист, педагог, Заслужений артист України.
- Іван Ткаленко (1977) — український музикант, бандурист, мультиінструменталіст, композитор, винахідник, педагог.
- Тарас Столяр (1977) — український бандурист, заслужений артист України.
- Дмитро Губ'як (1982) — український бандурист-вокаліст, композитор, заслужений артист України, знавець харківського способу гри на бандурі.
- Георгій Матвіїв (1986) — бандурист-віртуоз, композитор, аранжувальник, винахідник новітніх прийомів гри на бандурі, викладач ОНМА ім. А.Нежданової, лауреат міжнародних академічних та джазових конкурсів, соліст академічного ансамблю «Чайка» та Europian Jazz Orchestra-2012.
- Ярослав Джусь (1988) — український бандурист, композитор, аранжувальник, ді-джей, лауреат всеукраїнських та міжнародних конкурсів, півфіналіст та володар призу глядацьких симпатій телешоу «Україна має талант-2», засновник гурту «Шпилясті кобзарі».
- Тарас Лазуркевич — бандурист, вокаліст, викладач бандури, керівник капели бандуристів у Львівській Національній Музичній Академії імені М. Лисенка. Декан ЛНМА імені М. Лисенка. Заслужений артист України.
- Марина Круть (KRUTЬ) (1996) — українська співачка, поетеса, композиторка і бандуристка.
- Тетяна Мазур  — українська бандуристка гурту B&B Project.

## Підручники
- Хоткевич Г. «Підручник гри на бандурі» (Львів, 1909)
- Домонтович М. — «Самонавчитель гри на кобзі [Архівовано 2 квітня 2015 у Wayback Machine.]» (Одеса, 1913, 1914)
- Шевченко В. К. — «Школа гри на бандурі» (Москва, 1914) Перші три частини були надруковані власним коштом. Рукописи невиданих частин зберігаються в Центральному музеї музичної культури ім. М. Глінки, ф.96-б, інв. 1976, арк. 12. Частина 4 містить вправи. Частина 5 віртуозний розділ.
- Овчинніков В. П. — «Самонавчитель гри на бандурі» (Москва, 1914).
- Хоткевич Г. «Підручник гри на бандурі» (Харків, 1929-31)
- Хоткевич Г. «Короткий курс гри на бандурі» (Харків, 1931)
- Кабачок В. і Юцевич Є. «Школа гри на бандурі [Архівовано 8 січня 2016 у Wayback Machine.]» (К. 1958)
- Опришко М. «Школа гри на бандурі [Архівовано 8 січня 2016 у Wayback Machine.]» (К. 1967)
- Омельченко А. «Школа гри на бандурі» (К. 1975,1979)
- Баштан С. В. та А. Омельченко А. «Школа гри на бандурі [Архівовано 8 січня 2016 у Wayback Machine.]» (К. 1984, 1989)
- Штокалко З. Кобзарський підручник — Едмонтон-Київ — 1992 (ред. А. Горняткевич) — 346с.
- Кушпет В. Г. — «Самонавчитель гри на старосвітських музичних інструментах — Кобза О. Вересая, бандура Г. Ткаченка, торбан Ф. Відорта» (Київ 1997)
- Пухальский Я. «Методика обучения игре на бандуре [Архівовано 8 січня 2016 у Wayback Machine.]» (К. 1978)